# But en or
Au football, le but en or sert à départager deux équipes et décider du vainqueur au cours d'une prolongation : le match se termine immédiatement dès qu'une équipe marque durant la prolongation. L'équipe prenant l'avantage au score grâce à ce but remporte donc la partie. Si aucun but n'est marqué au cours de la prolongation dans la limite de 30 minutes, la partie s'achève sur un match nul et une séance de tirs au but est organisée pour départager les équipes.

## Historique
La règle du but en or voit le jour au début des années 1990 et est appliquée pour la première fois lors du Championnat du monde Junior disputé en Australie en 1993. Elle est ensuite utilisée lors des tournois majeurs comme la Coupe du monde et le Championnat d'Europe entre 1996 et 2003. L'Allemagne remporte la finale de l'Euro 1996 sur un but en or. La France, quant à elle, s'impose à quatre reprises sur un but en or : en huitième de finale de la Coupe du monde 1998, en demi-finale et en finale de l'Euro 2000, et enfin en finale de la Coupe des confédérations 2003. L'International Football Association Board supprime cette règle le 27 février 2004 en raison de son caractère brutal, le match pouvant prendre fin à tout instant dès la 91e minute de jeu, et de l'impossibilité pour l'équipe concédant ce but d'avoir une chance d'égaliser. Le but en or est remplacé brièvement par le but en argent, qui met fin à la rencontre uniquement une fois atteint la mi-temps de la prolongation, l'équipe menée au score ayant donc la possibilité d'égaliser. Avec la règle du but en argent il est ainsi possible de voir plus d'un but marqué lors de la prolongation. Si le but en argent décisif est inscrit au cours de la seconde période de prolongation, cela revient à la même situation qu'une prolongation normale, puisque la rencontre va au terme des cent-vingt minutes. Le but en argent est notamment utilisé lors de l'Euro 2004 avant d'être à son tour abandonné.
Le but en or a aussi été utilisé dans le cadre d'un règlement expérimenté lors du tour de qualifications de la Coupe caribéenne des nations 1994, disputé en groupes. Ce règlement particulier imposait une prolongation si le score était de parité à l'issue du temps règlementaire. Le but en or comptait alors double, c'est-à-dire qu'il rapportait un but bonus pour la différence de buts dans le classement, ce qui pouvait avoir un rôle déterminant en cas d'égalité de points entre les équipes.
La séance de tirs au but reste un cas particulier où la partie peut s'arrêter à tout moment, soit avant la fin des dix tentatives (cinq tirs à effectuer pour chaque équipe), mais aussi au delà, tant que les équipes ne sont pas départagées. En effet, les tirs au but sont joués dans la mesure où l'écart de score demeure rattrapable arithmétiquement. Après un certain nombre de tirs ratés ou bloqués, l'équipe menant au score se voit décerner la victoire sans terminer la série, dès lors qu'il n'est plus possible pour l'adversaire de revenir à égalité (cas par exemple lors de la finale de la Coupe du monde de football 2006 où, après le cinquième tir réussi de l'Italie, la France ne joue pas son dernier tir puisqu'il lui est impossible d'égaliser).